# 查理·B
查理·B，本名查理·布郎威尔（法語：Charly Blanvillain），是兼作词作曲和演唱的法国雷鬼音乐人。

## 传记

### 事业的起源
查理·B生于罗马的一个音乐世家，他有法国，德国和亚美尼亚的血统。查理-B 4岁搬到日内瓦，儿时的生活基本在那里度过。当时对他最重要的就是音乐。15岁的时候他参加了一个“美国战地服务团”，被安置在牙买加的一个家庭生活，并就读于当地的一个叫IONA 的高中，那个时候是他第一次接触雷鬼音乐。然后，他在加拿大的School of Recording Arts （页面存档备份，存于）和日内瓦的Sound and Audio Engineering School （页面存档备份，存于）学习声乐和音乐方面的各项技巧。
才15岁的他就已经对雷鬼音乐感兴趣了，他开始创作他的第一首歌。在加拿大学习音乐，在牙买加度过的漫长岁月和在法国经历的日子，造就了这个艺术家的风格。他曾经和多为著名歌唱家合作演出，例如：Capleton, Kiprich , DeMarco,Anthony B 等。

### 事业历程
2002年，在21岁的时候他赢得了日内瓦的最佳“Sing-Jay”（一种带有伴唱，半Rapping的雷鬼音乐）。

2003年，他为George Tait 的电影“Destination Jamaicia”写了一首歌。

2004年，他的歌曲“My Queen ”被收录在奥地利“Surfers Methodmag”.(一个有6万人阅读的杂志)著名杂志的附带DVD金曲中。

2005年，他获得了由Giddeon 音乐公司在瑞士举办的“Sing-Jay”金奖。很可惜他并没有享有这个奖项的附带奖励----在意大利参与一个叫Rototom Sunsplash2005演唱会。因为Charly-B那个夏天身处牙买加。于是，他把它的殊荣让给了那次比赛的亚军Elijah.

2007年，位于Nyon的 Ateliers Du Funambule公司员工Eliane Dambre决定让Charly-B加入代表瑞士参加2007年的欧洲歌唱大赛的候选名单，那次他的竞争对手是DJ Bobo，但是由于Charly-B太迟递交材料了，所以遗憾的失去了这次机会。

2009年，由Reggae Europe举办的雷鬼单曲比赛中，Charly-B的“My Sound”一举夺魁。在SACEM上收录了他几百首自创歌曲。这些单曲有法语的，有英文的还有牙买加语。

在2013年2月，他赢得了“Victoires du Reggae”2013年年度最佳新人奖第三名。然后，牙买加当地的报子“Jamaican Observer”为他专门写了一篇报道。

2013年6月，他参加了由Zicmeup和The Voice举办的Zicmeup比赛，并在巴黎的决赛中，最后赢得观众奖和原创音乐奖。

### 于Jon Baker相遇
在2009年的夏天，Jon Baker开始发现Charly-B是个优秀人才，然后Charly-B去录制了叫“Forever ”的专辑。“Forever ”的专辑在2011年由Geejam Records和Forword Recordings公司联合出品。被Jon Baker相中对Charly-B 是件很重要的事情，因为大多被Jon Baker 看好的人最后都会成为巨星。比如：Alborosie(雷鬼音乐歌手)，和 The Jolly Boys(歌唱团体)。Jon Baker是Chris Blackwell的朋友，而Chris Blackwell正是创立 Island Records公司的人，因为这些种种原因，Charly-B才能得到这两个公司合作为自己出品专辑“Forever”

### 受邀进行世界巡回演出
2009年年底，Germaican Records 公司的Pionear特意邀请他去德国的Leipzig城市相见。然后多伦多的Stylordz邀请他去纽约参加叫“Zulu Nation ”的周年派对。紧接着他又去多伦多录制单曲“Ooh No”的MTV.

在2010年，他被邀去越南首都Hanoî举行越南巡回演出。

2010年8月，他又去参加了西班牙的盛典。----ROTOTOM Sunsplash Festival.

他现在在牙买加录制新歌“Gypsy” 的MTV。“Gypsy”收录在2012年10月29日发行的专辑“Forever French Edition”中.

## 世界巡回演出月南站
2010年5月，查理·B在越南的河内市和胡志明市两个城市演出。（同时受邀Cama Festival电视台访问）

## 主要作品

### 专辑
- 2000 : Chu-chu Stylordz Production - 加拿大
- 2001 : Move Stylordz Production - 加拿大
- 2002 : Vengence to God Ladies Party
- 2003 : My Queen Pow Pow records - MethodMag - 欧洲
- 2004 : 专辑Reality Redhemption Production
- 2004 : 专辑More Reality Redhemption Production
- 2005 : 专辑Thugz Style Severely III Production, La plus belle femme (MTV （页面存档备份，存于） - TVM3)
- 2006 : 专辑Family Affair Redhemption Production, 还有几个 Hemp Higher Sound专辑的单曲
- 2007 : 专辑International Ting - 查理·B和the Official Band
- 2008 : 专辑Zulu Nation Stylordz Production - 加拿大(Amazon.com 和 E-music.com)
- 2009 : Redhemption Sound fi All Africans专辑中的几个单曲
- 2010 : 专辑Tomorrow is just another day (跟Henry P.).
- 2012 : 专辑Forever" French Edition (2012年10月29日)

### 单曲
- Rock and come in
- Le rêveur
- The dreamer
- Brown Eyes

## 音乐电视 (MTV)
- Chu-chu - 加拿大
- La plus belle femme - 瑞士-尼永
- On s'empare de la party - 在瑞士，跟La Dixion
- The way you wine- 安东尼奥港 (牙买加) - studios Geejam
- Ooh No - 多伦多(加拿大)
- 两个纪录片视频 - 安东尼奥港 (牙买加)
- 纪录片 - 纽约. 2009年11月。 为Zulu Nation周年庆祝
- 访问视频[1] - 在多伦多, 加拿大
- Forever - 安东尼奥港 (牙买加) - 2010年11月.
- 演唱视频[2] ROTOTOM Sunsplash, 2010年10月
- Everything OK - 安东尼奥港 (牙买加)， 2012年
- Gipsy (跟Nordia Witter) - 牙买加的Trident Castle. 2013年

## 电视节目
- "Spécial Charly B" （页面存档备份，存于）, TVM3电视台，节目名称叫做"TRIBBU"。Philippe Morax 主持(2005年11月1日18到19点半播出).

## 外部連結
- 查理·B, 官方网站 （页面存档备份，存于）